# 1-alchenilglicerofosfoetanolammina O-aciltransferasi
La 1-alchenilglicerofosfoetanolammina O-aciltransferasi è un enzima appartenente alla classe delle transferasi, che catalizza la seguente reazione:
acil-CoA + 1-alchenilglicerofosfoetanolammina ⇄ CoA + 1-alchenil-2-acilglicerofosfoetanolammina
I CoA insaturi a lunga catena sono i substrati migliori. Non è uguale alla 1-alchenilglicerofosfocolina O-aciltransferasi (numero EC 2.3.1.104).